# Epizeuxis americalis
Epizeuxis americalis là một loài bướm đêm trong họ Noctuidae.